# Palais Schwarzenberg
Pour l’article homonyme, voir Palais Schwarzenberg (Prague).
Le Palais Schwarzenberg est un palais baroque situé à Vienne en Autriche. Il appartient à la famille princière de Schwarzenberg, dont le chef actuel est le prince Karl VII de Schwarzenberg.

## Histoire
La construction du palais commença en 1697 sous l'architecte Lukas von Hildebrandt et se termina en 1728 sous Johann Bernhard Fischer von Erlach. La construction a été supervisée par le maître d'œuvre Anton Erhard Martinelli. En 1751, un manège et une orangerie furent ajoutées. La Marmorgalerie (galerie de marbre), richement décorée, est l'une des plus impressionnantes particularités du palais.
Aujourd'hui, certaines parties sont utilisées comme un hôtel cinq étoiles (fermé jusqu'en 2012 en raison de travaux de rénovation) et le bâtiment est utilisé pour des festivités et des événements.
Il existe à Prague un autre Palais Schwarzenberg.

## Sources
- (en) Cet article est partiellement ou en totalité issu de l’article de Wikipédia en anglais intitulé « Palais_Schwarzenberg » (voir la liste des auteurs).